# 三浦周行
三浦 周行（みうら ひろゆき、1871年7月21日（明治4年6月4日） - 1931年（昭和6年）9月6日）は、日本の歴史学者・法制史の研究者。京都帝国大学名誉教授。

## 経歴
出生から修学期
1871年(明治4年)、出雲国島根郡内中原町（現：島根県松江市）に於いて、松江藩で18石4人扶持を知行した下級武士の三浦正祐の長男として生まれた。父は維新後島根県の役人を務めた。幼名は禄之助。元服し、周行と称した。1890年に東京英和学校を修業し、東京帝国大学文科大学選科に入学。1893年に国史科を修業。同年父が没したため家督を継ぐ。
法制史研究者として
卒業後は、史料編纂助員となった。のち史料編纂官に昇進。東京帝国大学法科大学より法制類聚編纂を嘱託され、歴史学と法学双方の研究を行う過程で日本に「法制史」という新しい学問分野を打ち立てた。
1907年、京都帝国大学文科大学講師となった。1909年、学位論文を提出して文学博士号を取得。これにより、同1909年に教授に昇進した。以後、近畿地方を中心とする各地の寺社・旧家の古文書、古記録の調査、収集を行い、市史や地域史の編纂にも携わり、『鎌倉時代史』、『歴史と人物』（1916年）、『法制史の研究』（1919年）、『国史上の社会問題』（1920年）、『続法制史の研究』（1925年）、『日本史の研究』1・2・新輯（1922年、1930年、1982年）をその代表作とする。
1931年7月、京都帝国大学を定年退官、京都帝国大学名誉教授。同年9月6日、胃病のため死去した。文格院殿嵩山周行居士。墓所は松江の龍眼寺。

## 受賞・栄典
- 第10回帝国学士院恩賜賞を受賞。

## 研究内容・業績
- 「法制史」という新しい学問分野を打ち立てた。

## 家族・親族
- 父：三浦正祐

## 著作

### 単著
- 『五人組制度の起源 法制史叢』有斐閣〈法理論叢 第9編〉、1900年。
- 『大日本時代史：鎌倉時代史』早稲田大学出版部、1907年。
- 『稿本堺港の研究 第1』堺市、1913年。
- 『弘法大師』六大新報社、1914年。
- 『即位礼と大嘗祭』京都府教育会 1914年[16]
- 『歴史に現はれたる堺港』堺市教育会、1915年。
- 『歴史と人物』東亜堂書房〈国民学芸叢書 第３編〉、1916年。
- 『法制史の研究』岩波書店、1919年。
- 『国史上の社会問題』大鐙閣、1920年。
- 『国史上の社会問題』大鐙閣、1920年。
  - 『国史上の社会問題』創元社〈日本文化名著選 第7〉、1928年。
  - 『国史上の社会問題』（吉川真司注、朝尾直弘解説、附：戦国時代の国民議会）岩波書店〈岩波文庫〉、1990年。
- 『現代史観』古今書院、1922年。
- 『日本史の研究』岩波書店、1922年。
  - 『日本史の研究 第1輯 上』岩波書店、1981年。
  - 『日本史の研究 第1輯 下』岩波書店、1981年。
- 『日本史の研究 第2輯』岩波書店、1930年。
  - 『日本史の研究 第2輯 上』岩波書店、1981年。
  - 『日本史の研究 第2輯 下』岩波書店、1981年。
  - 『日本史の研究 新輯 1』岩波書店、1982年。
  - 『日本史の研究 新輯 2』岩波書店、1982年。
  - 『日本史の研究 新輯 3』岩波書店、1982年。
- 『続法制史の研究』岩波書店、1925年。
  - 『続法制史の研究』岩波書店、1973年。
  - オンデマンド版 2015
- 『鎌倉時代史』早稲田大学出版部〈日本時代史 5〉、1926年。
- 『欧米観察：過去より現代へ』内外出版、1926年。
- 『大礼眼目』東京開成館、1928年。
- 『日本史の研究 第2輯』岩波書店、1930年。
- 『明治維新と現代支那』刀江書院、1931年。
- 『大阪と堺』（朝尾直弘編）岩波書店〈岩波文庫〉、1984年。

### 共編著
- 『伝教大師伝』編、延暦寺御遠忌事務局 1921
- 『新編 歴史と人物』林屋辰三郎・朝尾直弘編、岩波文庫 1990

### 校注
- 『定本 令集解釈義』（瀧川政次郎共編）内外書籍、1931年。
  - 『令集解釈義』（瀧川政次郎 共編）国書刊行会、1982年。

## 参考資料
- 京都大学日本史研究室：沿革 - ウェイバックマシン（2012年1月13日アーカイブ分）
- 西田直二郎、藤直幹「彙報 本会評議員三浦周行博士訃」『史林』第16巻第4号、史学研究会、1931年、168-175頁。
- 「三浦周行先生略歴」『歴史と地理（史学地理学同攷会編）』第28巻第4号、星野書店、1931年、301-302頁。
- 小葉田淳「三浦周行先生」『史林談叢 史学研究60年の回想』臨川書店、1993年、146-153頁。